# Marion Manley

University of Miami, Chemielaborgebäude, 1300 Campo Santo Drive, Coral

 Marion Isadore Manley (* 29. April 1893 in Junction City, Kansas; † 1984 in Orlando, Florida, USA) war eine US-amerikanische Architektin. Sie war Floridas erste lizenzierte Architektin und das dreizehnte weibliche Mitglied des American Institute of Architects (AIA).

## Leben und Werk
Manley war das jüngste von neun Kindern des Lehrers und Bankiers Charles Haines Manley und der Lehrerin Marion Isadore Jones Manley. Sie besuchte von 1914 bis 1917 die University of Kansas, bevor sie an die School of Engineering der University of Illinois wechselte. Während ihres Architekturstudiums an der University of Illinois war sie die einzige Frau unter 11 Architektur- und Ingenieurstudenten. Nach ihrem Abschluss an der University of Illinois zog sie 1917 nach Miami, wo sie fast 50 Jahre lang als Architektin tätig war. 1918 wurde sie in Miami die erste lizenzierte Architektin. Im Sommer 1942 nahm sie an einem Architekten-Planungskurs am Massachusetts Institute of Technology teil.
Zu ihren Aufträgen gehörten Häuser im spanischen Stil in den 1920er Jahren, Arbeiten an Miamis US-Post Office und Federal Building in den 1930er Jahren, das Ring Theater der University of Miami und das Asolo Theater im Ringling Museum in Sarasota in den 1950er Jahren.  Manley war einer der Designer des Campus der University of Miami. 1943 wurde sie mit Robert Law Weed von dem ersten Präsidenten der University of Miami, Bowman Foster Ashe, beauftragt, den neuen Masterplan für den Coral Gables Campus der University of Miami zu entwerfen. Ihr Entwurf umfasste eine Reihe von temporären Holzgebäuden, die schnell errichtet wurden, um der steigenden Einschreibung von Studenten nach dem Zweiten Weltkrieg gerecht zu werden. Das 1947 errichtete Chemielaborgebäude war als temporäres Klassenzimmer gedacht. Lokalen Berichten zufolge wurde dieses Haus fast vollständig aus Kriegsmaterial gebaut.
Während Manleys Arbeit für die University of Miami in den 1940er und 50er Jahren landesweit veröffentlicht und dokumentiert ist, sind nur wenige Beispiele ihrer anderen Arbeiten dokumentiert. Ihre Arbeiten zeigen den Gebrauch lokaler Materialien, große Überhänge zum Schutz vor Sonne und Regen, Türen, die so angeordnet sind, dass sie die Kreuzventilation verbessern, sowie Höfe und Terrassen, die Erholung von der intensiven tropischen Hitze bieten können.

## Ehrungen
Manley war zweimal Präsidentin des South Florida Chapter des American Institute of Architects und zweimal Vizepräsidentin der Florida Association of Architects. 
- 1948: Ihr Memorial Classroom an der University of Miami wurde auf dem Cover des Architectural Forum vorgestellt
- 1973: Gold Medal, Florida Architectural Association
- 1952: O.E. Dooly Medal, Lowe Gallery, University of Miami
- 1956: Fellow of the AIA
- 1966: Wahl zum emeritierten Mitglied des American Institute of Architects